# Josef Homeyer

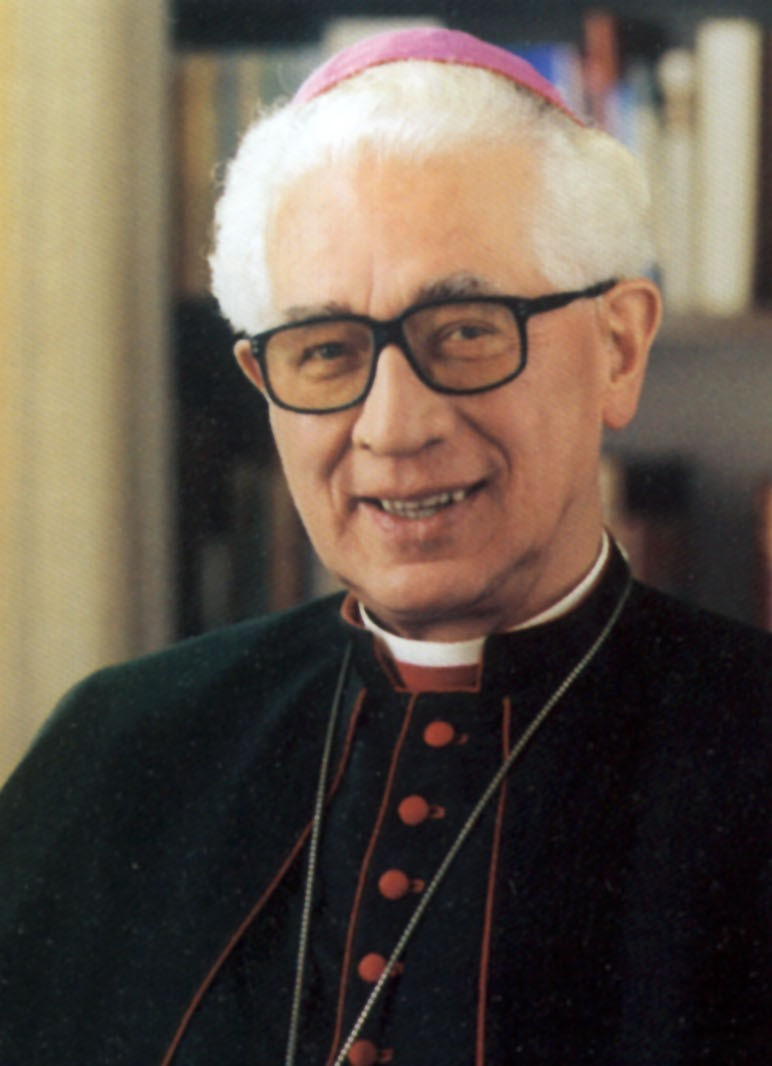
Josef Homeyer, Bischof von Hildesheim (ca. 2003)

Josef Homeyer (* 1. August 1929 in Harsewinkel; † 30. März 2010 in Hildesheim) war von 1983 bis 2004 Bischof von Hildesheim.

## Leben
Josef Homeyer wurde als jüngstes von drei Kindern der Eheleute August Homeyer genannt Strotdrees und Elisabeth geborene Herzog geboren. Er wuchs auf dem elterlichen Bauernhof in Harsewinkel auf, besuchte das Gymnasium Laurentianum Warendorf und studierte anschließend Katholische Theologie und Philosophie an der Westfälischen Wilhelms-Universität in Münster und an der Universität Innsbruck. 1955 wurde er mit der Arbeit Entwicklung und Begriff der Soziologie zum Doktor der Philosophie (Dr. phil.) promoviert.
Am 11. Februar 1958 empfing er im St.-Paulus-Dom zu Münster die Priesterweihe durch Michael Keller. Seine Heimatprimiz feierte er am 17. Februar des Jahres in der St.-Lucia-Kirche in Harsewinkel. Von 1958 bis 1961 war er Kaplan in St. Josef in Warendorf und in St. Agatha in Mettingen, von 1961 bis 1966 Diözesanseelsorger für die Katholische Landvolkbewegung, von 1966 bis 1971 Schulreferent im Bistum Münster. In diesem Amt zählt er zu den Initiatoren und Mitbegründern der Friedensschule Münster, der ersten Gesamtschule in katholischer Trägerschaft in der Bundesrepublik Deutschland.
1971 wurde er zum Päpstlichen Hausprälaten ernannt. Von 1972 bis 1983 war er Sekretär der Deutschen Bischofskonferenz und Geschäftsführer des Verbandes der Diözesen Deutschlands (VDD). Außerdem war er von 1972 bis 1975 Sekretär der Gemeinsamen Synode der Bistümer in der Bundesrepublik Deutschland.
Am 25. August 1983 wurde er von Papst Johannes Paul II. zum 69. Bischof von Hildesheim ernannt. Die Bischofsweihe spendete ihm der Erzbischof von Köln, Joseph Kardinal Höffner, am 13. November 1983 im Hildesheimer Dom. Mitkonsekratoren waren sein Amtsvorgänger Heinrich Maria Janssen und Johannes Joachim Degenhardt, Erzbischof von Paderborn. Weiterhin assistierten die Hildesheimer Weihbischöfe Heinrich Machens und Heinrich Pachowiak.
In seiner Amtszeit bemühte sich Homeyer um die Ansiedlung neuer Klöster in seinem Bistum. Am 5. Mai 1988 konnte das Kloster Marienrode mit zehn Benediktinerinnen aus St. Hildegard in Eibingen wiederbesiedelt werden. Im selben Jahr richtete Homeyer das Forschungsinstitut für Philosophie Hannover ein.
Homeyer setzte sich über die Bistumsgrenzen hinaus für die Kirche in Europa und die Weltkirche ein. So gründete er die Partnerschaft mit der Kirche Boliviens. Gemäß seinem Weihespruch In mundum universum – Geht hin in alle Welt führte Homeyer Gespräche mit Gewerkschaftern und Arbeitgebern, stand dem Forum für Gerechtigkeit, Frieden und Bewahrung der Schöpfung vor und trat für das Ausländerwahlrecht ein. Homeyer setzte sich ein für eine Osterweiterung der Europäischen Union und den Gottesbezug der Europäischen und Niedersächsischen Verfassung.
In den Jahren 1989 bis 1990 berief Homeyer mit Priestern und Laien eine Diözesansynode ein, um eine Zukunftsperspektive für das Bistum Hildesheim zu entwickeln. Kurz vor seiner Emeritierung konnte er das Konzept Eckpunkte 2020 unterzeichnen, das auf die sinkenden Kirchensteuermittel und Gläubigenzahlen reagiert. So sollen Gemeinden zusammengelegt, Kirchen geschlossen und das pastorale Personal abgebaut werden.
Am 20. August 2004 wurde Homeyers Rücktrittsgesuch, das alle katholischen Bischöfe mit Vollendung ihres 75. Lebensjahres einreichen müssen, durch Papst Johannes Paul II. angenommen. Zu seinem Nachfolger wurde am 29. November 2005 Norbert Trelle ernannt.
Homeyer konnte sein Goldenes Priesterjubiläum am 17. Februar 2008 in der Pfarrkirche St. Lucia in Harsewinkel feiern, wo er 1958 die Heimatprimiz gefeiert hatte. 
Am Morgen des 30. März 2010 starb er gegen 4.30 Uhr nach einer Operation im St.-Bernward-Krankenhaus in Hildesheim. Er wurde am Samstag, 10. April 2010, zunächst in der St.-Godehard-Basilika Hildesheim beigesetzt. Im Zuge der Sanierung des Hildesheimer Doms 2010–2014 wurde eine Bischofsgruft geschaffen; dorthin wurde Homeyers Leichnam am 1. November 2014 umgebettet.

## Missbrauchsfälle
Im Zusammenhang mit den Anfang 2010 bekannt gewordenen Missbrauchsfällen in katholischen Einrichtungen räumte der emeritierte Bischof im Februar 2010 ein, dass in zwei Fällen die Vorwürfe gegen des Missbrauchs beschuldigte Priester seiner Diözese seitens der Bistumsleitung während seiner Amtszeit als Bischof „zu wenig ernst genommen und die Tragweite der weiteren Entwicklungen eindeutig unterschätzt worden seien“. Durch Vertuschungsvorwürfe im Fall Peter R., der am Canisius-Kolleg Berlin arbeitete und später Priester im Bistum Hildesheim war, geriet er 2015 erneut in die öffentliche Kritik. Sein späterer Nachfolger Heiner Wilmer nannte im Oktober 2018 Homeyers Umgang mit Missbrauchsvorwürfen „eine Katastrophe“ und erklärte, „der damalige Bischof Homeyer und seine Bistumsleitung hätten fürchterliche Dinge zugedeckt“. In diesem Zusammenhang kündigte Wilmer auch an, „dass Missbrauchsfälle in seinem Bistum künftig mit Hilfe von außen aufgeklärt werden sollten“.

## Bischofswappen
Der Wappenschild viergeteilt zeigt in den Feldern 1 und 4, wiederum zweigeteilt, die Farben gold/gelb und rot, das Wappen des Bistums Hildesheim. Im Feld 2 und 3 steht das persönliche Wappen Josef Homeyers, auf schwarzem Grund der griechische Buchstabe Tau (T), das Taukreuz als Zeichen der Erlösung. Die rot/weiße Rasterung auf dem Tau verweist auf den Gründer des Zisterzienserordens, den heiligen Bernhard von Clairvaux, und erinnert an die Zisterzienserabtei Marienfeld in Homeyers Geburtsort Harsewinkel. Die roten Feuerzungen symbolisieren das Wirken des Heiligen Geistes.
Hinter dem Wappenschild ist stehend das Bischofskreuz, darüber der grüne Bischofshut (Galero) mit sechs grünen Quasten (fiocchi) zu sehen, darunter der Wahlspruch: In Mundum Universum – „In die ganze Welt“ (Mk 16,15 ).

## Ämter
- 1989 bis 2006 Mitglied und ab 1993 Präsident der Kommission der Bischofskonferenzen der EU (ComECE)
- 1995 bis 2004 Mitglied der Kontaktgruppe der Polnischen und der Deutschen Bischofskonferenz
- 1983 bis 2004 Mitglied der Kommission für gesellschaftliche und soziale Fragen (Kommission VI), 1984 stellvertretender Vorsitzender, seit 1986 Vorsitzender
- 1983 bis 2004 Mitglied des evangelisch-katholischen Kontaktgesprächskreises in der Bundesrepublik Deutschland
- 1984 bis 2004 Mitglied der Kommission Weltkirche (Kommission X)
- 1986 bis 2004 Mitglied der Gemeinsamen Konferenz der Deutschen Bischofskonferenz (DBK) und des Zentralkomitees der deutschen Katholiken (ZdK)

## Auszeichnungen und Ehrungen
- Wegen seiner Bemühungen um die deutsch-polnische Aussöhnung wurde ihm am 26. März 2002 das Offizierskreuz des Verdienstordens der Republik Polen verliehen.
- Die Universität Hannover verlieh ihm am 27. November 2002 die Ehrendoktorwürde des Fachbereichs Erziehungswissenschaften für seine Verdienste um Forschung und Lehre.
- Für die Unterstützung der Serbisch-Orthodoxen Kirche erhielt er am 1. Juni 2004 von ihr den St.-Sava-Orden ersten Grades.
- Am 30. September 2004 erhielt er die Niedersächsische Landesmedaille für seine internationalen Partnerschaften, die auf ihn zurückgehenden kirchlichen Stiftungen Forschungsinstitut für Philosophie Hannover und Bischöfliche Stiftung Gemeinsam für das Leben und die von ihm mitverantworteten ordnungspolitischen Denkschriften der Kirchen zur Erneuerung der Sozialen Marktwirtschaft.
- Am 27. Juni 2005 wurde ihm die Ehrenbürger-Würde der Stadt Hildesheim verliehen.
- Am 6. November 2005 erhielt er den Edith-Stein-Preis, weil er sich für Aussöhnung mit Polen bemüht, für ein erweitertes Europa eingesetzt und die Beziehungen zwischen Christen im Westen und den Kirchen der Orthodoxie gefördert habe.